# Vastus lateralis

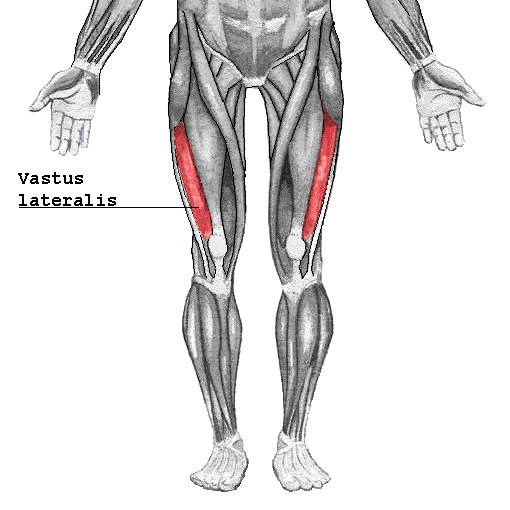
Vastus lateralis

Vastus lateralis (vidsträckta yttre lårmuskeln)är en muskel, och är en del av quadriceps. Muskeln sitter i lårets utsida och har sin nedre infästning i knäskålen, med förlängning ner i smalbenet. Dess arbete utförs i synergism med vastus medialis, vastus intermedius och rectus femoris, men får en fokusering då benet ska rätas ut med foten inåtvinklad. En typisk företeelse som aktiverar denna muskel är bland annat skridskoåkning. 

## Styrketräning
Att isolera denna muskel är inte möjligt, men om man vill fokusera på denna muskel så fungerar benspark med foten inåtvinklad eller benpress med ett ben och foten centrerad. En annan effektiv övning är djup knäböj i t.ex. Smithmaskin med smal fotställning och placering långt framför stången.